# Luge nos Jogos Olímpicos de Inverno de 2014
As competições de luge nos Jogos Olímpicos de Inverno de 2014 foram realizadas no Centro de Sliding Sanki, localizado na Clareira Vermelha, em Sóchi, entre 8 e 13 de fevereiro.
Em abril de 2011, o Comitê Olímpico Internacional aprovou a adição do revezamento por equipes misto, aumentando para quatro o número de eventos no programa do luge pela primeira vez.

## Programação
A seguir está a programação da competição para os quatro eventos da modalidade.
Horário local (UTC+4).
| Data            | Horário | Evento                           |
| --------------- | ------- | -------------------------------- |
| 8 de fevereiro  | 18:30   | Individual masculino – descida 1 |
| 8 de fevereiro  | 20:40   | Individual masculino – descida 2 |
| 9 de fevereiro  | 18:30   | Individual masculino – descida 3 |
| 9 de fevereiro  | 20:40   | Individual masculino – descida 4 |
| 10 de fevereiro | 18:45   | Individual feminino – descida 1  |
| 10 de fevereiro | 20:35   | Individual feminino – descida 2  |
| 11 de fevereiro | 18:30   | Individual feminino – descida 3  |
| 11 de fevereiro | 20:20   | Individual feminino – descida 4  |
| 12 de fevereiro | 18:15   | Duplas – descida 1               |
| 12 de fevereiro | 19:45   | Duplas – descida 2               |
| 13 de fevereiro | 20:15   | Revezamento por equipes          |

## Medalhistas
| Evento                           | Ouro                                                                  | Prata                                                                            | Bronze                                                          |
| -------------------------------- | --------------------------------------------------------------------- | -------------------------------------------------------------------------------- | --------------------------------------------------------------- |
| Individual masculino detalhes    | Felix Loch GER Alemanha                                               | Albert Demchenko RUS Rússia                                                      | Armin Zöggeler ITA Itália                                       |
| Individual feminino detalhes     | Natalie Geisenberger GER Alemanha                                     | Tatjana Hüfner GER Alemanha                                                      | Erin Hamlin USA Estados Unidos                                  |
| Duplas detalhes                  | Tobias Arlt Tobias Wendl GER Alemanha                                 | Andreas Linger Wolfgang Linger AUT Áustria                                       | Andris Šics Juris Šics LAT Letônia                              |
| Revezamento por equipes detalhes | Natalie Geisenberger Felix Loch Tobias Arlt Tobias Wendl GER Alemanha | Tatiana Ivanova Albert Demchenko Alexander Denisyev Vladislav Antonov RUS Rússia | Elīza Tīruma Mārtiņš Rubenis Andris Šics Juris Šics LAT Letônia |

## Doping
Em 22 de dezembro de 2017 o russo Albert Demchenko teve suas duas medalhas de prata conquistadas durante os Jogos – no individual para homens e no revezamento por equipes – cassadas devido a violações de doping. Tatiana Ivanova, que integrou a equipe do revezamento, foi igualmente punida.
No entanto o Tribunal Arbitral do Esporte anulou essas decisões em 1 de fevereiro de 2018 e retornou as medalhas aos atletas russos.

## Quadro de medalhas
| Ordem | País               | Medalha de ouro | Medalha de prata | Medalha de bronze |    | Ordem por total |
| ----- | ------------------ | --------------- | ---------------- | ----------------- | -- | --------------- |
| 1     | GER Alemanha       | 4               | 1                |                   | 5  | 1               |
| 2     | AUT Áustria        |                 | 1                |                   | 1  | 4               |
| 3     | RUS Rússia         |                 | 2                |                   | 2  | 2               |
| 4     | LAT Letônia        |                 |                  | 2                 | 2  | 2               |
| 5     | USA Estados Unidos |                 |                  | 1                 | 1  | 4               |
|       | ITA Itália         |                 |                  | 1                 | 1  | 4               |
| TOTAL | TOTAL              | 4               | 4                | 4                 | 12 | —               |